# Владимирский, Василий Васильевич
Василий Васильевич Владимирский (1915—2008) — советский и российский учёный-физик; доктор физико-математических наук, член-корреспондент АН СССР (1962).
В. В. Владимирский — один из авторов открытия «Явления фокусировки пучка заряженных частиц в однородном вдоль оси пучка переменном электрическом поле». В 1945 году принимал участие в расчётах, проектировании и сооружении в первого в СССР опытного тяжеловодного реактора.

## Биография
Родился 20 июля (2 августа по новому стилю) 1915 года в городе Железноводск Терской области Российской империи.
В 1938 году окончил Московский университет, а в 1941 году в нём же — аспирантуру. В 1941—1942 годах Владимирский — научный сотрудник Института теоретической геофизики; в 1942—1945 годах — старший инженер, затем заведующий лаборатории завода № 465.
В начале 1942 года, после возвращения из Казани в Москву Владимирский вошёл в группу физиков МГУ, ведущих разработку методов радиолокации, созданную в октябре 1941 года и возглавляемую профессором С. Э. Хайкиным.
С 1946 года и до конца жизни работал в Институте теоретической и экспериментальной физики Академии наук, пройдя ступени старшего научного сотрудника, заведующего сектором, заместителя директора, а с 1993 года — советника при дирекции. Одновременно в 1947—1951 годах он являлся доцентом физико-технического факультета МГУ, впоследствии — МФТИ.
Жил в Москве на Большой Черемушкинской улице, 25, корп. 2 (с 1948 по 2008 год). Умер 24 августа 2008 года в г. Бронницы Московской обл. Похоронен на Даниловском кладбище.

## Научные достижения
Владимирский принимал активное участие в создании первых в СССР протонных синхротронов с жёсткой фокусировкой: У-7 в ИТЭФ, на энергию 7 ГэВ; и У-70 в ИФВЭ на рекордную в то время энергию 70 ГэВ. За успешный пуск У-70 Владимирский был отмечен Ленинской премией в 1970 году.
Также Владимирский известен как один из создателей линейных ускорителей в ВЧ-фокусировкой (RFQ) совместно с В.А. Тепляковым и И.М. Капчинским. Последние были удостоены Ленинской премии за эту работу в 1988 году, но поскольку премия присуждалась лишь однажды, Владимирский не попал в список лауреатов.
Совместно с И.М. Капчинским Владимирский является автором самосогласованной модели, учитывающей пространственный заряд пучка заряженных частиц при его транспортировке в фокусирующем канале (распределение Капчинского-Владимирского, в зарубежной литературе — K-V distribution).
Автор многих трудов, на протяжении 25 лет — главный редактор журнала «Ядерная физика».

## Награды
- Награждён двумя орденами Ленина (1954, 1962), а также орденами «Знак Почёта» (1975), Трудового Красного Знамени (1973) и Почёта (2001)[6].
- Сталинская премия 1-й степени (1953) — за расчётные и экспериментальные работы по созданию атомного котла.
- Ленинская премия (1970) — за разработку и ввод в действие протонного синхротрона ИФВЭ на энергию 70 ГэВ.
- Премия имени В. И. Векслера (2000) — за выдающиеся работы по физике ускорителей.
- Премия имени А. И. Алиханова.